# Гуавиаре (река)
Гуавиаре (на испански: Rio Guaviare) е река в Колумбия, ляв приток (най-голям приток) на река Ориноко. Дължината ѝ е 1497 km, а площта на водосборния басейн – 140 000 km² (14.16% от водосборния басейн на Ориноко).
Река Гуавиаре води началото си на 2690 m н.в., от източните склонове на Източните Кордилери, под името Гуаяберо (на испански: Rio Guayabero). До устието на левия си приток Дуда е типична планинска река с тясна и дълбока долина и бурно течение. След това излиза на платото Пардаос, като след устието на десния си приток Лосада (от тук вече под името Гуавиаре) завива на изток-североизток и запазва това направление до устието си. В средното си течение протича през платото Пардаос като образува 3 големи водопада (Ангостура І, Ангостура ІІ и Ангостура ІІІ) и множество бързеи и прагове. След третия водопад слиза от платото и до устието си тече през най-южните части на силно заблатените и залесени равнини на Лянос Ориноко, като силно меандрира (около 2000 меандъра), разделя се на ръкави и протоци и образува множество крайречни езера (старици). Влива се отляво в река Ориноко, на 77 m н.в., при венецуелския град Сан Фернандо де Атабапо.
Основни притоци: леви – Дуда, Арияри (185 km), Мапирипан, Ува; десни – Лосада, Инирида (1300 km, най-голям приток). Има предимно дъждовно подхранване, с ясно изразено лятно пълноводие. Средният годишен отток в устието на реката е 8200 m³/s. Плавателна е за плитко газещи речни съдове до устието на левия си приток Арияри, като нагоре от третия водопад (Ангостура ІІІ) и в района на праговете корабоплаването се осъществява на отделни участъци. Поради гъстите екваториални гори и силно заблатените райони, през които протича, долината ѝ е слабо населена, като най-големите селища по течението ѝ са Сан Хосе дел Гуавиаре (административен център на департамента Гуавиаре и Пуерто Инирида (в близост до устието, административен център на департамента Гуайния).